# ويلهلم جرونوالد
ويلهلم جرونوالد (بالألمانية: Wilhelm Grunwald)‏ هو أمين مكتبة ورياضياتي ألماني، ولد في 1909 في Rastenberg ‏ في ألمانيا، وتوفي في 7 يونيو 1989 في غوتينغن في ألمانيا.